# Boizenburg/Elbe
Boizenburg/Elbe (en allemand : /ˈbɔɪ̯t͡sn̩ˌbʊʁk/ ? Écouter [Fiche]) est une ville du Mecklembourg dans le Nord de l'Allemagne, appartenant à l'arrondissement de Ludwigslust-Parchim.

## Géographie
Le territoire de la commune de cette ville de l'ouest du Mecklembourg est traversé par l'Elbe et se trouve à la limite de la Basse-Saxe. La rivière Boize traverse la ville.
Outre la ville de Boizenburg, la municipalité comprend les villages et quartiers de Bahlen, Bahlendorf, Gehrum, Gothmann, Heide, Metlitz, Schwartow, Streitheide et Vier.

## Histoire

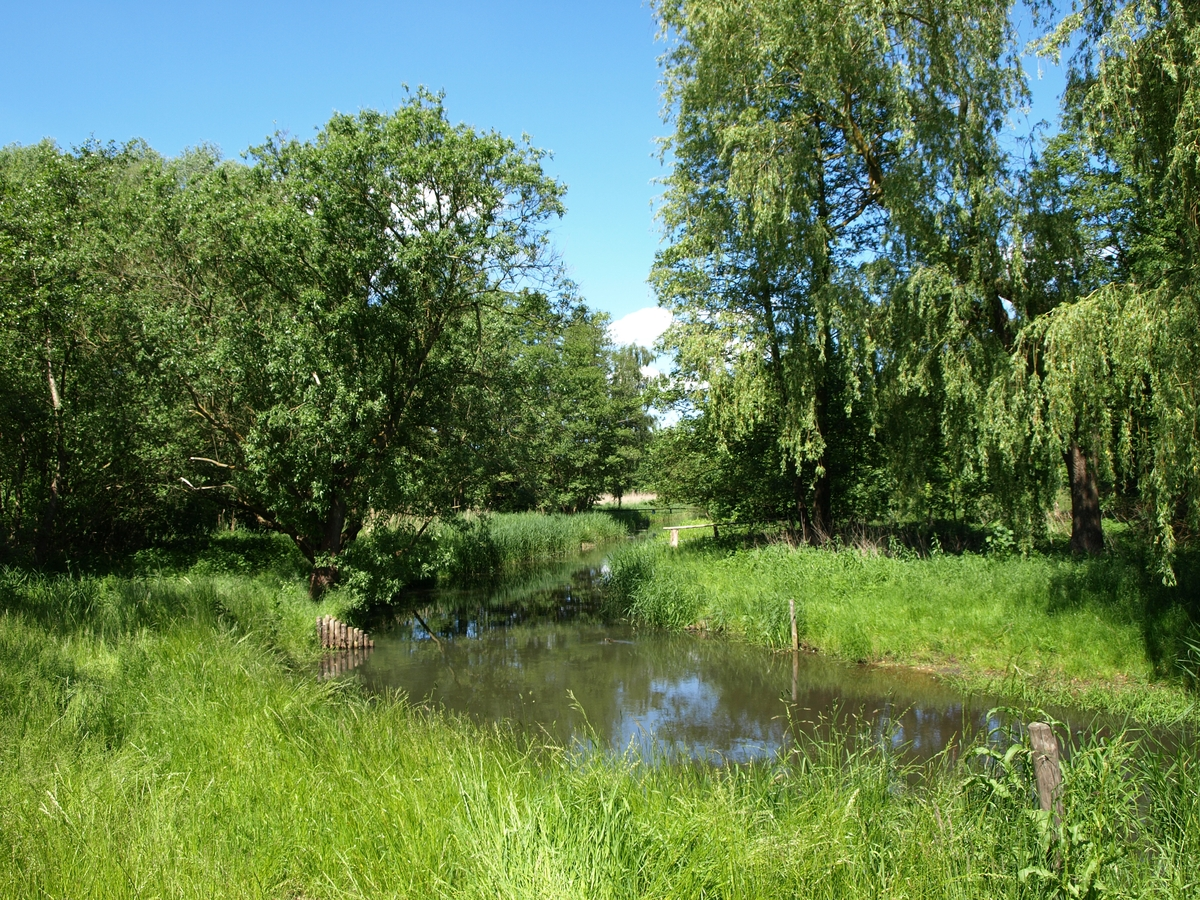
La rivière de Boize a donné son nom à la ville.

Le nom de la ville renvoie à un château fort dominant la vallée de la Boize. Il est d'abord cité comme territorio boyceneburg dans une proclamation de 1171 d’Henri le Lion, puis comme la terra boyzenburc dans un document de 1223 et dans le livre terrier de Ratzeburg (1230) en tant que terra boyceneburch. Il faut attendre 1255 pour lire Boitzenborg. Ce toponyme composite est d'origine germanique. Le nom du cours d'eau, la Boize, pourrait venir du bas-saxon bõke, resp. boic (en allemand moderne Buche) c'est-à-dire « hêtre », ou de l'étymon slave boj signifiant « combat. » Jusqu'au milieu du XIXe siècle, on écrivait « Boitzenburg » (avec un « t »).
Elle se trouve après la fin de la Seconde Guerre mondiale dans la zone d'occupation soviétique, qui deviendra la République Démocratique Allemande. Le 12 mars 1953, un bombardier britannique y est abattu par l'aviation soviétique.

## Le musée du carrelage

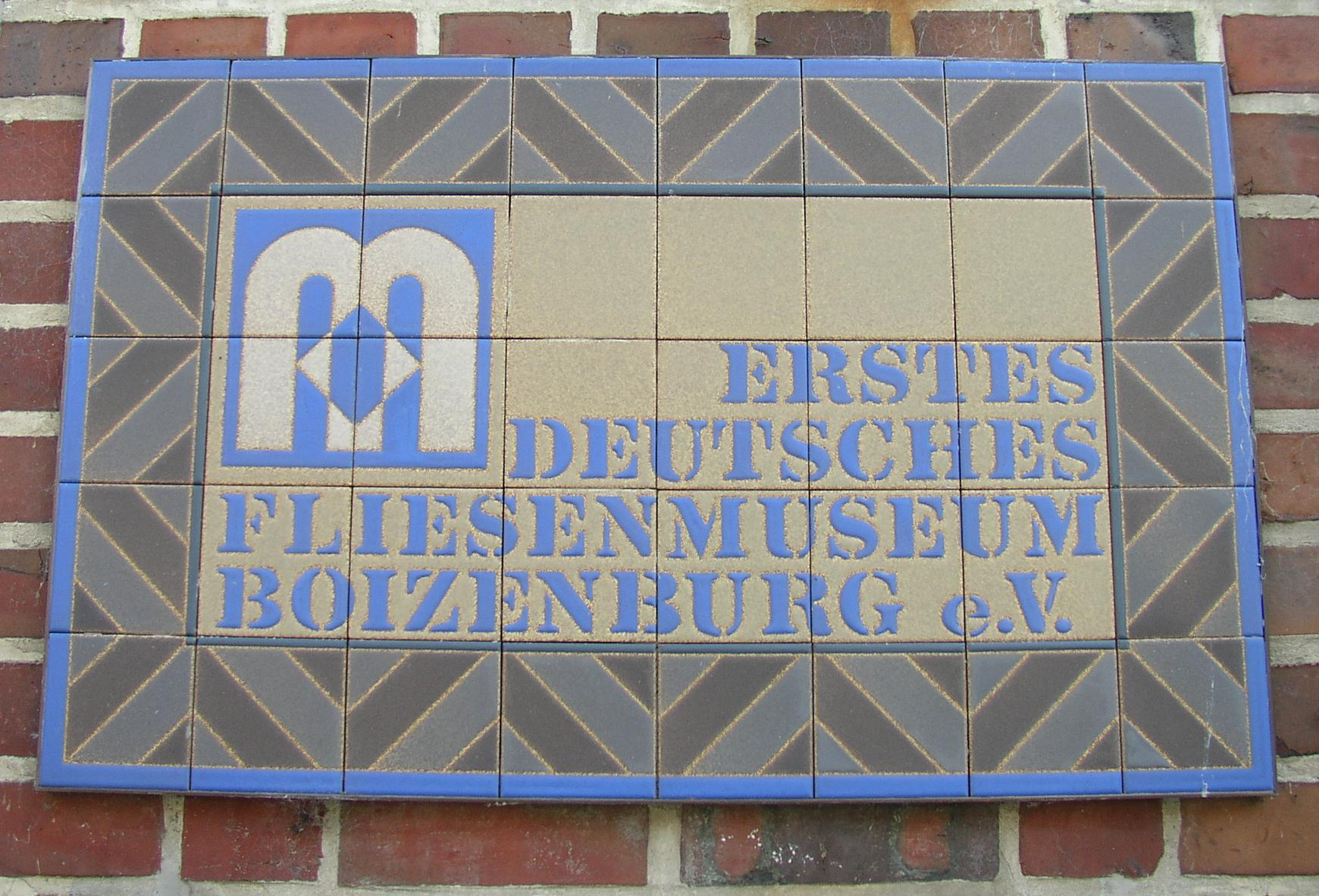
Plaque en céramique du musée.

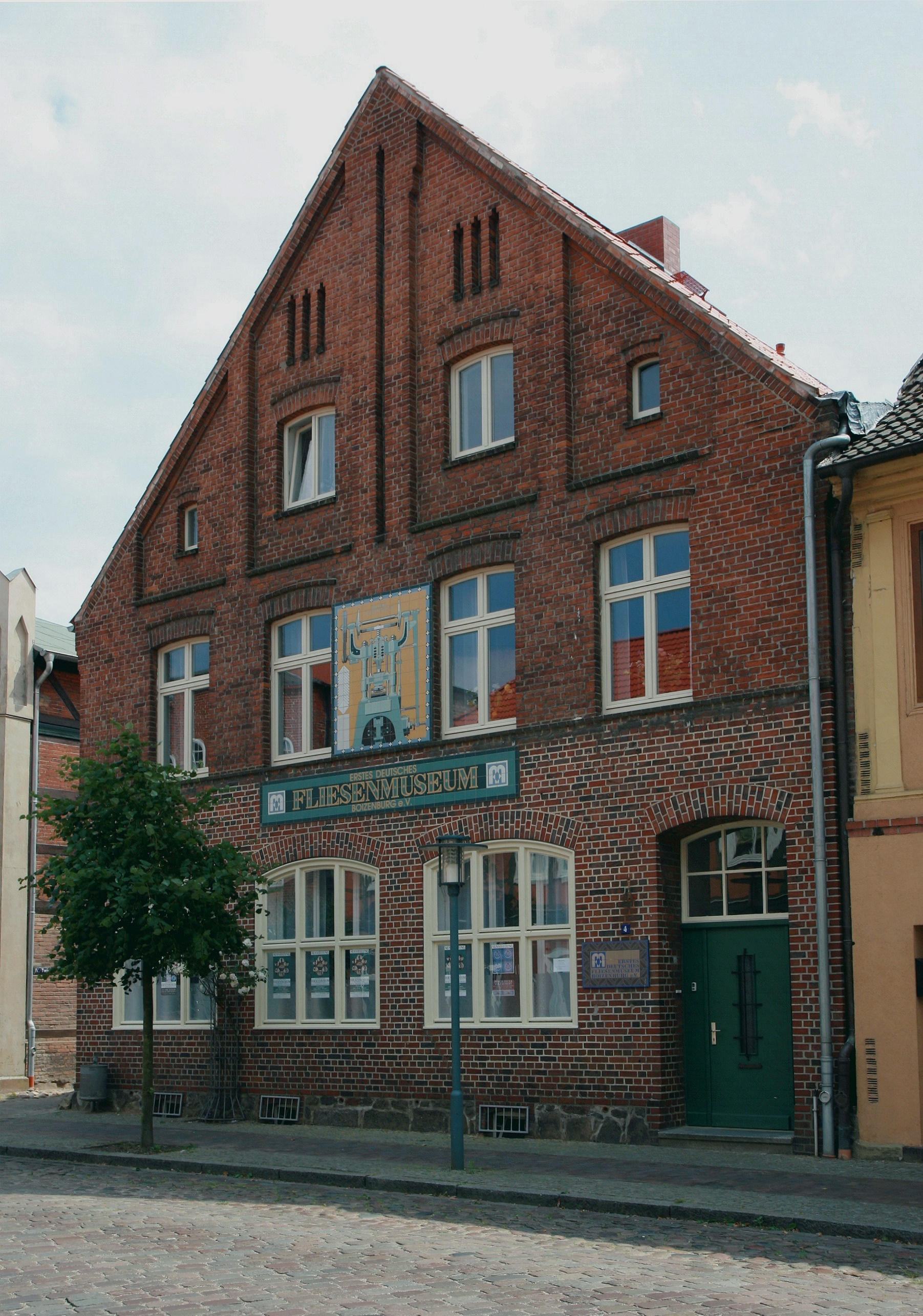
Le musée.

La ville possède depuis 1998 un musée des techniques consacré à l'histoire du carrelage, principalement dans sa version Art nouveau.
En effet, il y avait là une usine Villeroy & Boch de 1880 à 1930, ainsi que l'usine Boizenburger Platten, Duensing-Bicherox de 1903 à 1930.
Le musée organise chaque année une brocante de céramiques traditionnelles.
Le musée, d'une superficie de 500 m2, est situé au n°4 de la Reichenstraße, dans la vieille-ville. Il est géré depuis 1995 par l'association reconnue d'utilité publique Erstes Deutsches Fliesenmuseum Boizenburg e.V..

## Jumelages
- Lauenburg/Elbe (Allemagne) depuis le 26 avril 1990[6]
- Czersk (Pologne)
- 3e compagnie du Panzergrenadierbataillon 401 stationné à Hagenow